# Pest van Cyprianus
De pest van Cyprianus is de naam voor een pandemie, waarschijnlijk van Shigella dysenteriae, die het Romeinse Rijk vanaf 250 n.Chr teisterde.
De ziekte woedde nog steeds in 270, toen keizer Claudius Gothicus (regeerde van 268-70) eraan overleed. De pest van Cyprianus veroorzaakte een wijdverspreid tekort aan mankracht in de landbouw en het Romeinse leger. De ziekte is vernoemd naar Sint-Cyprianus, een vroeg-christelijke schrijver uit Carthago die getuige was van deze dysenterie-uitbraak en er ook over schreef.

## Voetnoten
1. ↑  The power of plagues door Irwin W. Sherman
2. ↑  (en)  Zosimus, New History I.16, 21, 31